# Interstate 105 (Californie)
Pour les articles homonymes, voir Interstate 105.
L'Interstate 105 (I-105), officiellement connue sous le nom de Glenn Anderson Freeway et également appelée Century Freeway, est une Interstate Highway du sud du comté de Los Angeles, en Californie, qui fait partie du California Freeway and Expressway System. Le tracé de la route, d'une trentaine de kilomètres, permet de relier l'aéroport de Los Angeles à la ville de Norwalk.
Elle est exploitée par le département des Transports de Californie (Caltrans).

## Histoire
En 1968, l'ancienne I-105 est déclassée pour être réintégrée sur la U.S. Route 101 (Santa Ana Freeway), après avoir été créée en 1963. L'autoroute actuelle a ouvert entre 1993 et 1994, constituant la dernière grande route de la région de Los Angeles et permettant une connexion avec l'I-110 grâce à l'échangeur Judge Harry Pregerson,.

## Description du tracé

### Caractéristiques

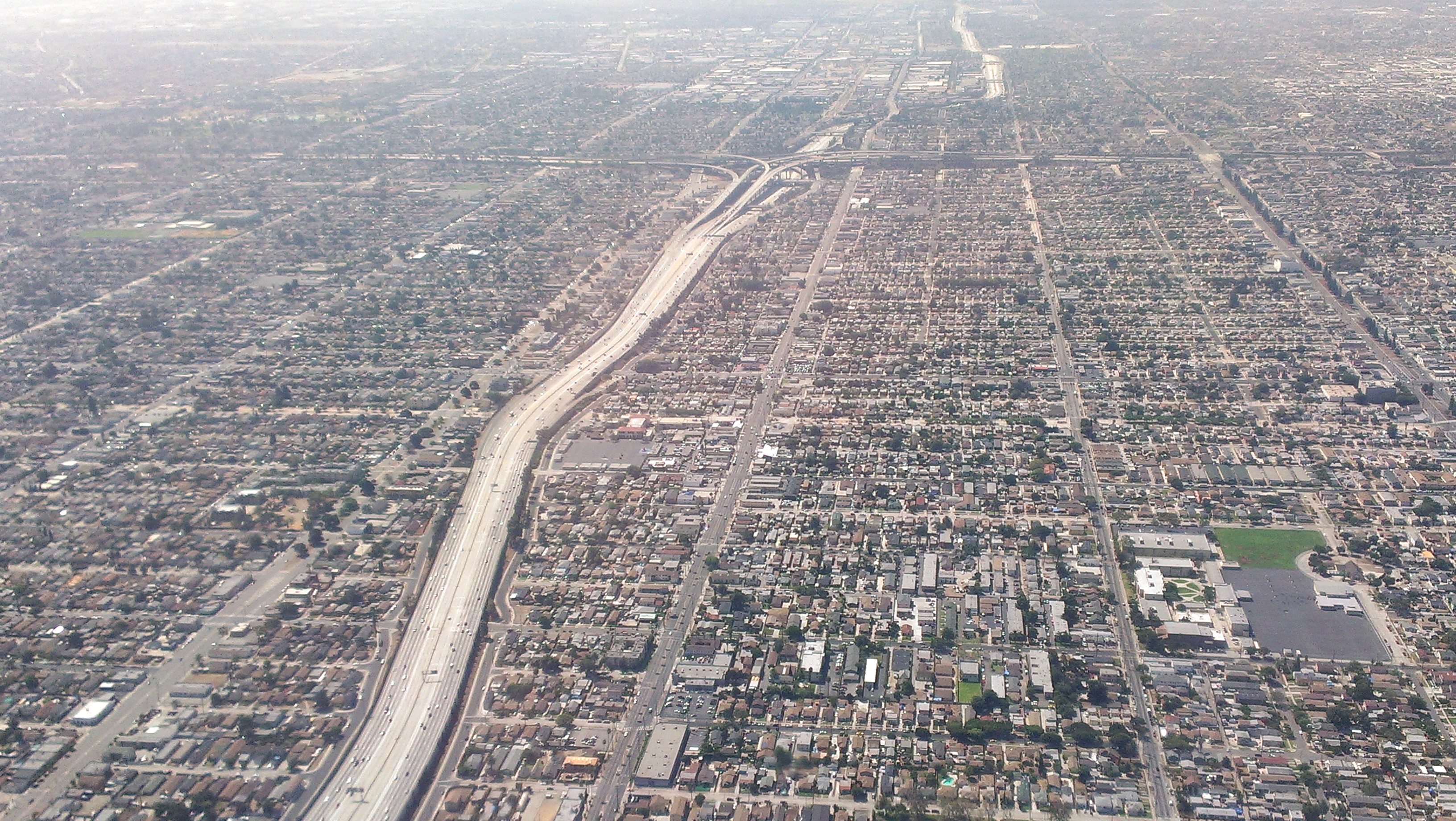
L'échangeur Judge Harry Pregerson permet de relier l'I-105 à l'I-110.

Achevée en 1993, la I-105 commence à Sepulveda Boulevard (California State Route 1) sur le bord sud de l'aéroport international de Los Angeles, adjacent à la ville de El Segundo. Se dirigeant vers l'est depuis ce point, elle croise les fleuves de Los Angeles et de San Gabriel avant de se terminer juste à l'est de la San Gabriel River Freeway (Interstate 605) dans la partie ouest de Norwalk.
L'autoroute se termine peu après avoir croisé l'Interstate 5, son autoroute-mère. L'I-105 se termine à une intersection à niveau avec la Studebaker Road.
Sur la majorité de son parcours, l'autoroute est parallèle à Imperial Highway. Elle est aussi parallèle à Century Boulevard, d'où son nom original vient.

L'échangeur Judge Harry Pregerson permet de connecter les autoroutes 105 et 110. Cette dernière, également appelée Harbor Freeway, relie le quartier angelin de San Pedro, dans la région où se trouvent les ports de Los Angeles et de Long Beach, à la ville de Pasadena au nord.

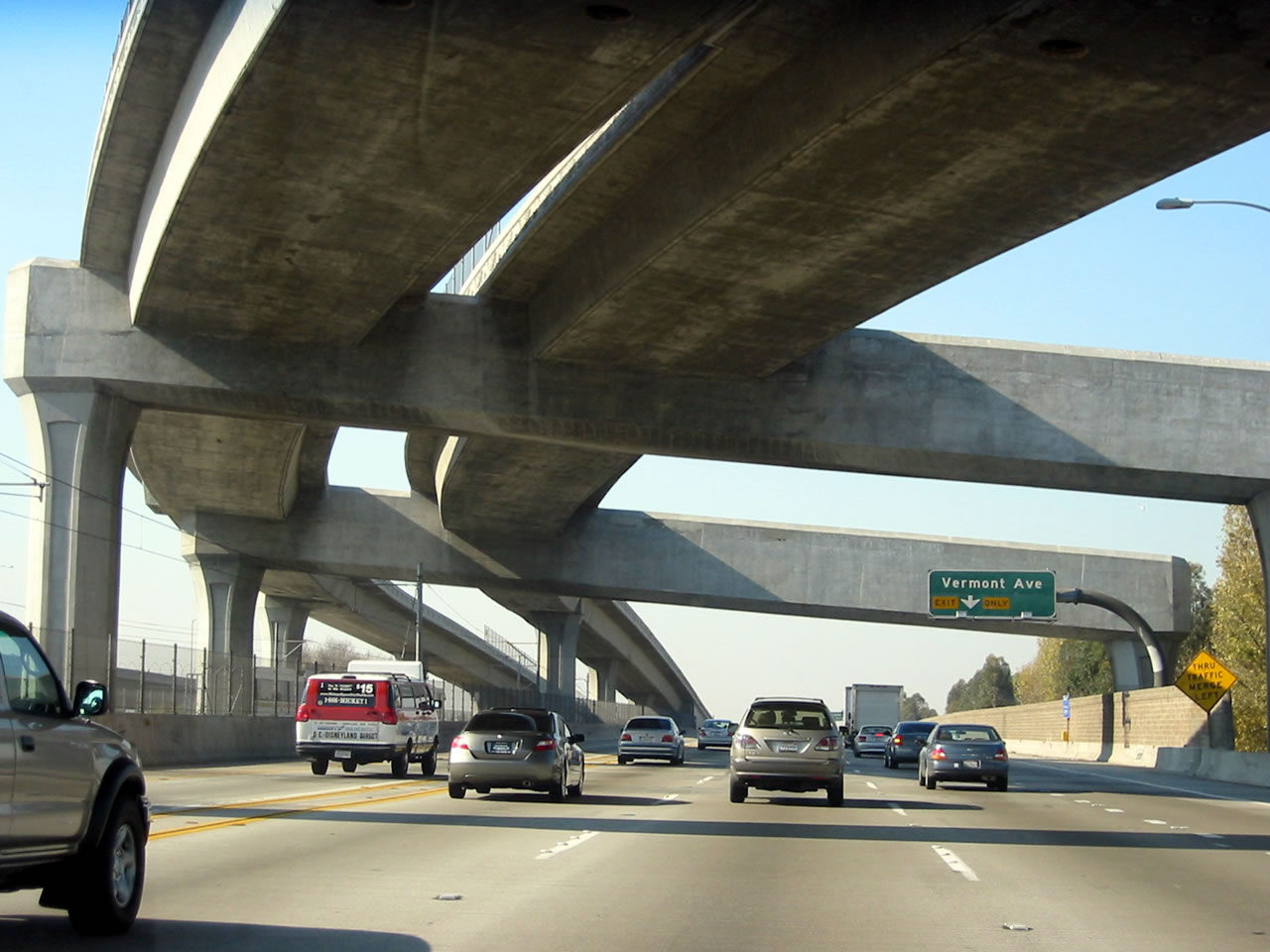
L'I-105 vers l'ouest, au croisement avec la I-110.

### Ligne C
La ligne C du métro de Los Angeles suit à peu près le tracé de la route 105 de Redondo Beach jusqu'à Norwalk. Ainsi, par exemple, la plateforme supérieure de la station de métro Willowbrook/Rosa Parks est située de part et d'autre de la route, tout comme l'est Avalon,.

## Liste des sorties
| Interstate 105                                    |                                                         |       |       |        |                                                                             | |
| Comté                                             | Municipalité                                            | mi    | km    | Sortie | Intersections / Destinations                                                | Notes |
| Los Angeles                                       | Limite El Secundo – Los Angeles                         | 0,50  | 0,80  | 1A     | Imperial Highway ouest                                                      | Continue au delà de SR 1 |
| Los Angeles                                       | Los Angeles                                             | 0,50  | 0,80  | 1      | SR 1 (en) (Sepulveda Boulevard) / Imperial Highway est – Aéroport LAX       | Sortie 1B (sud) et 1C (nord) direction ouest; terminus ouest de l'I-105                                                              |
| Los Angeles                                       | Los Angeles                                             | 0,99  | 1,59  | 1D     | Nash Street – Aéroport LAX                                                  | Sortie direction ouest, entrée direction est                                                                                         |
| Los Angeles                                       | Los Angeles                                             | 2,01  | 3,23  | 2A     | La Cienega Boulevard / Aviation Boulevard                                   | Sortie direction ouest, entrée direction est                                                                                         |
| Los Angeles                                       | Quadripoint Los Angeles – Lennox – Del Aire – Hawthorne | 2,11  | 3,40  | 2B     | I-405 (San Diego Freeway) / Imperial Highway est – Santa Monica, Long Beach | Indiqué sortie 2 direction est; sortie 45A de l'I-405 nord, sortie 45 de l'I-405 sud                                                 |
| Los Angeles                                       | Tripoint Hawthorne – Lennox – Inglewood                 | 3,32  | 5,34  | 3      | Prairie Avenue / Hawthorne Boulevard                                        | Hawthorne Boulevard non-indiqué direction est                                                                                        |
| Los Angeles                                       | Hawthorne                                               | 4,71  | 7,58  | 5      | Crenshaw Boulevard                                                          | |
| Los Angeles                                       | Limite Los Angeles – West Athens                        | 6,77  | 10,90 | 7A     | Vermont Avenue                                                              | |
| Los Angeles                                       | Los Angeles                                             | 7,39  | 11,89 | 7B     | I-110 (Harbor Freeway) – Los Angeles, San Pedro                             | Sortie 14A de l'I-110 sud; sortie 14A-B de l'I-110 nord                                                                              |
| Los Angeles                                       | Los Angeles                                             | 7,39  | 11,89 | –      | I-110 (Voies express) nord                                                  | |
| Los Angeles                                       | Limite Los Angeles – Willowbrook                        | 8,90  | 14,32 | 9      | Central Avenue                                                              | |
| Los Angeles                                       | Willowbrook                                             | 9,78  | 15,74 | 10     | Wilmington Avenue                                                           | |
| Los Angeles                                       | Lynwood                                                 | 11,51 | 18,52 | 12     | Long Beach Boulevard                                                        | |
| Los Angeles                                       | Limite Lynwood – Paramount                              | 13,47 | 21,68 | 13     | I-710 (Long Beach Freeway) – Pasadena, Long Beach                           | Sortie 11A-B de l'I-710 nord; sortie 11A de l'I-710 sud                                                                              |
| Los Angeles                                       | Paramount                                               | 14,13 | 22,74 | 14     | Garfield Avenue                                                             | Sortie direction est, entrée direction ouest                                                                                         |
| Los Angeles                                       | Paramount                                               | 14,65 | 23,58 | 15     | Paramount Boulevard                                                         | Sortie direction ouest, entrée direction est                                                                                         |
| Los Angeles                                       | Downey                                                  | 15,67 | 25,22 | 16     | SR 19 (en) (Lakewood Boulevard)                                             | |
| Los Angeles                                       | Downey                                                  | 16,64 | 26,78 | 17     | Bellflower Boulevard                                                        | |
| Los Angeles                                       | Norwalk                                                 | 17,82 | 28,68 | 18     | I-605 (San Gabriel River Freeway)                                           | Indiqué sortie 18A (sud) et 18B (nord); sortie 9B de l'I-605;                                                                        |
| Los Angeles                                       | Norwalk                                                 | 17,91 | 28,82 | ♦      | Hoxie Avenue – Station Norwalk                                              | Sortie réservée aux HOV; tous les véhicules autorisés dans les entrées                                                               |
| Los Angeles                                       | Norwalk                                                 | 18,15 | 29,21 | ♦      | Studebaker Road                                                             | Accès réservé aux HOV via l'I-105; tous les véhicules sont autorisés sur la rampe directe depuis Hoxie Avenue; intersection à niveau |
| - Péage - Accès incomplet - Accès réservé aux HOV |                                                         |       |       |        |                                                                             | |